# Nelson Hoffmann
Nelson Hoffmann (Roque Gonzales,  1939) es un escritor brasilero.

## Biografía
Luego de un período de estudios superiores en la capital estatal de Porto Alegre, volvió a residir en su tierra natal, donde permanece hasta el presente (2005).

## Obras
Nelson Hoffmann es autor de varias obras literarias, entre las cuales Este Mundo É Pequeno, un compendio de ensayos literarios y su obra más recientemente publicada (2005); A Bofetada, Homem e o Bar, Onde Está Maria, todas novelas; entre otros. También escribió pequeñas grandes obras, como Quando a Bola Faz a História, una crónica sobre la historia del fútbol del municipio Roque Gonzales; Dona Otília, un documento histórico de la comunidad que lleva el mismo nombre y que es informalmente conocida como Linha Quatro (cuna de la religión de confesión luterana y del idioma germánico Plattdüütsch), del municipio Roque Gonzales.
Su obra Eu Vivo Só Ternuras fue traducida al italiano por el traductor/escritor siciliano Marco Scalabrino, con el título Io Vivo di Tenerezze.
En el 2006 la editorial universitaria EDIURI, de Santo Ângelo, Rio Grande do Sul, en conjunto con la Associação Culturarte Missões, lanzó su libro Terra de Nheçu. Ñezú fue un líder indígena de la región de las misiones, que en el siglo XVII comandó el asesinato de los tres primeros hombres blancos en adentrarse a las tierras hoy identificadas como territorio río-grandense. El autor explora, examina y presenta nuevas preguntas pertinentes a este importante momento histórico del Brasil meridional que, datado precisamente en 15 de agosto de 1628, sirvió para martirizar a tres jesuitas: Los padres Roque González de Santa Cruz, Juan del Castillo y Alfonso Rodríguez Olmedo, dando inicio al proceso de transformación de la mitología, idiomas y costumbres de pueblos originales como los guaraníes, caingangues, charrúas, minuanos, carios, etc.